# HD 199218
HD 199218，又名BD+40 4354，SAO 50209、HR 8009，是一颗恒星，视星等为6.7，位于銀經82.21，銀緯-2.72，其B1900.0坐标为赤經20h 50m 38.1s，赤緯+40° -2.72′ 20″。